# Ванеевка
Ванеевка — деревня в Судогодском районе Владимирской области России, входит в состав Вяткинского сельского поселения.

## География
Деревня расположена в 12 км на юго-запад от центра поселения деревни Вяткино, в 16 км на юг от Владимира и в 39 км к северо-западу от райцентра Судогды.

## История
В конце XIX — начале XX века деревня входила в состав Подольской волости Владимирского уезда. В 1859 году в деревне числилось 12 дворов, в 1905 году — 30 дворов, в 1926 году — 29 хозяйств.
С 1929 года деревня входила с состав Улыбышевского сельсовета Владимирского района, с 1965 года — Судогодского района, с 2005 года — в составе Вяткинского сельского поселения.

## Население
| 1859 | 1905 | 1926 |
| ---- | ---- | ---- |
| 85   | 180  | 144  |

| 1859 | 1905 | 1926 | 2002 | 2010 | 2021 |
| ---- | ---- | ---- | ---- | ---- | ---- |
| 85   | ↗180 | ↘144 | ↘11  | ↘9   | ↗10  |